# Дворец Меринга
Дворец Меринга — дворец конца XVIII века в селе Старая Прилука, Винницкой области. В конце XIX века являлся владением Сергея Федоровича Меринга, сына известного киевского врача, профессора и крупного землевладельца Федора Федоровича Меринга, был им реконструирован и преобразился в копию Мариинского дворца в Киеве. Памятник архитектуры национального значения.

## История
Согласно одной версии дворец был построен в конце XVIII века Александром Мацеем. Согласно другой версии замок построен графом Александром Борецким (Бедржицким) около 1769 года. 
В 1780 году дворец как и все село перешли в руки графини Гонораты Калиновской-Бедржицкой. В 1862 году имение, путём наследства, перешло Цеславу Владиславовичу Здеховскому, который перестроил дворец по проекту архитектора Кароля Маевского. При Здеховсоком в имении хранились картины старых школ немецких и испанских художников, а также работы Стимлера, Гроттгера. Выставленные на продажу сыном Здеховского картины были оценены в 100 тысяч серебряных рублей. Часть галереи Здеховского попала в руки российского правительства.
В конце XIX века имение стало принадлежать Сергею Фёдоровичу Мерингу (сыну известного киевского врача и предпринимателя Фёдора Фёдоровича Меринга), согласно легенде он выиграл его в карты, согласно другой версии получил в наследство от отца.
Дворец подвергся реконструкции, были возведены резные арки, положен узорчатый кафель на стенах и лепнина на потолке свидетельствующие о мавританском стиле интерьера, в некоторых комнатах стены были выполнены из красного дерева. В вестибюле была проведена майоликовая отделка потолка и стен. Внешний вид дворца был скопирован с киевского Мариинского дворца.
Непосредственно перед революцией дворец был отдан в аренду Казимиру Викентьевичу Ближовскому. В советское время первая реконструкция дворца проводилась в 1950-х годах, во время её проведения были найдены драгоценные украшения, драгоценные вещи и картины.
При советской власти перед дворцом стоял памятник Ленину, который после распада СССР был демонтирован, а на его место была поставлена чаша, снятая с фасада дворца. С 1958 года в здании дворца располагается школа-интернат.

## Галерея

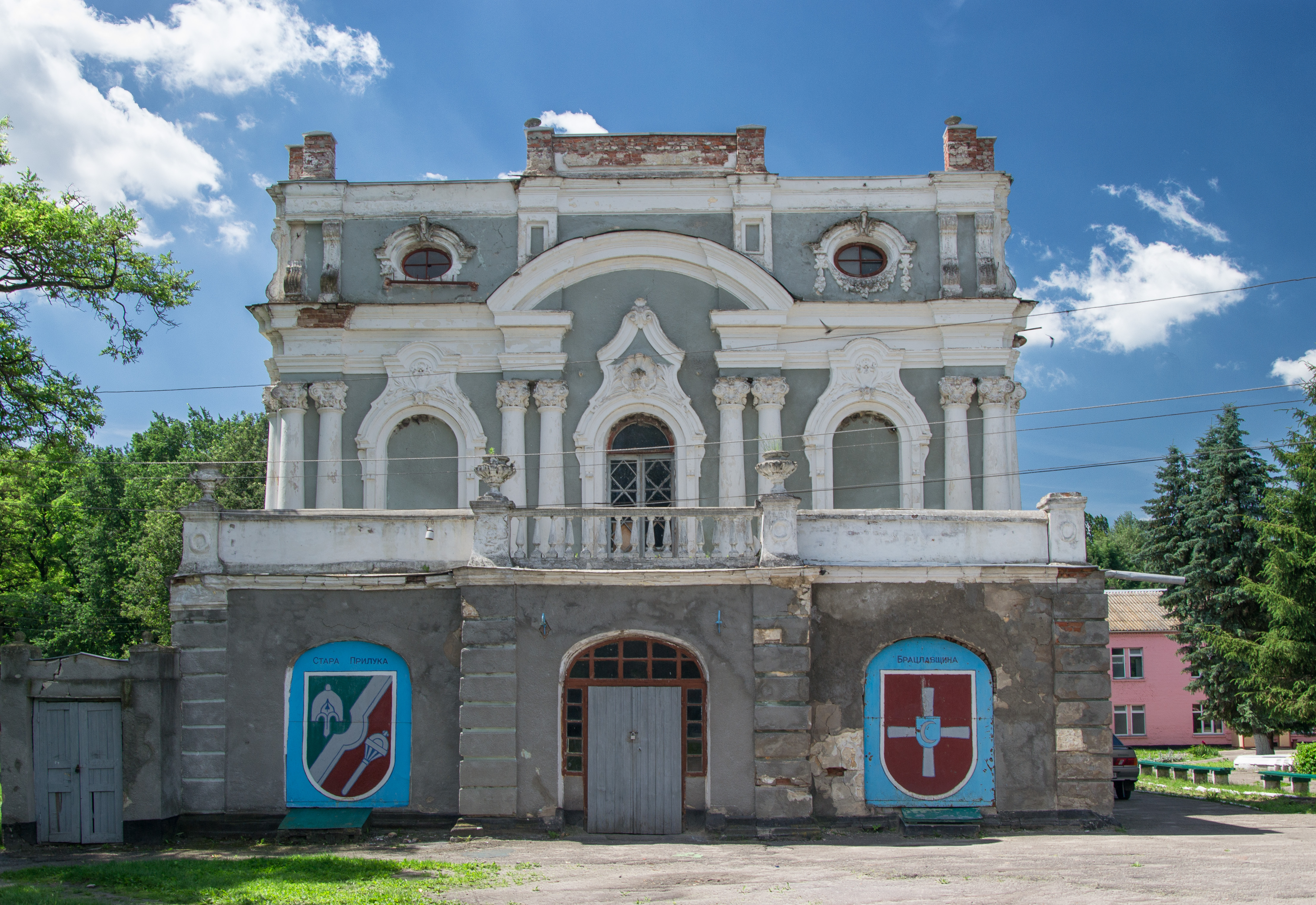
Герб Старой Прилуки на стенах дворца
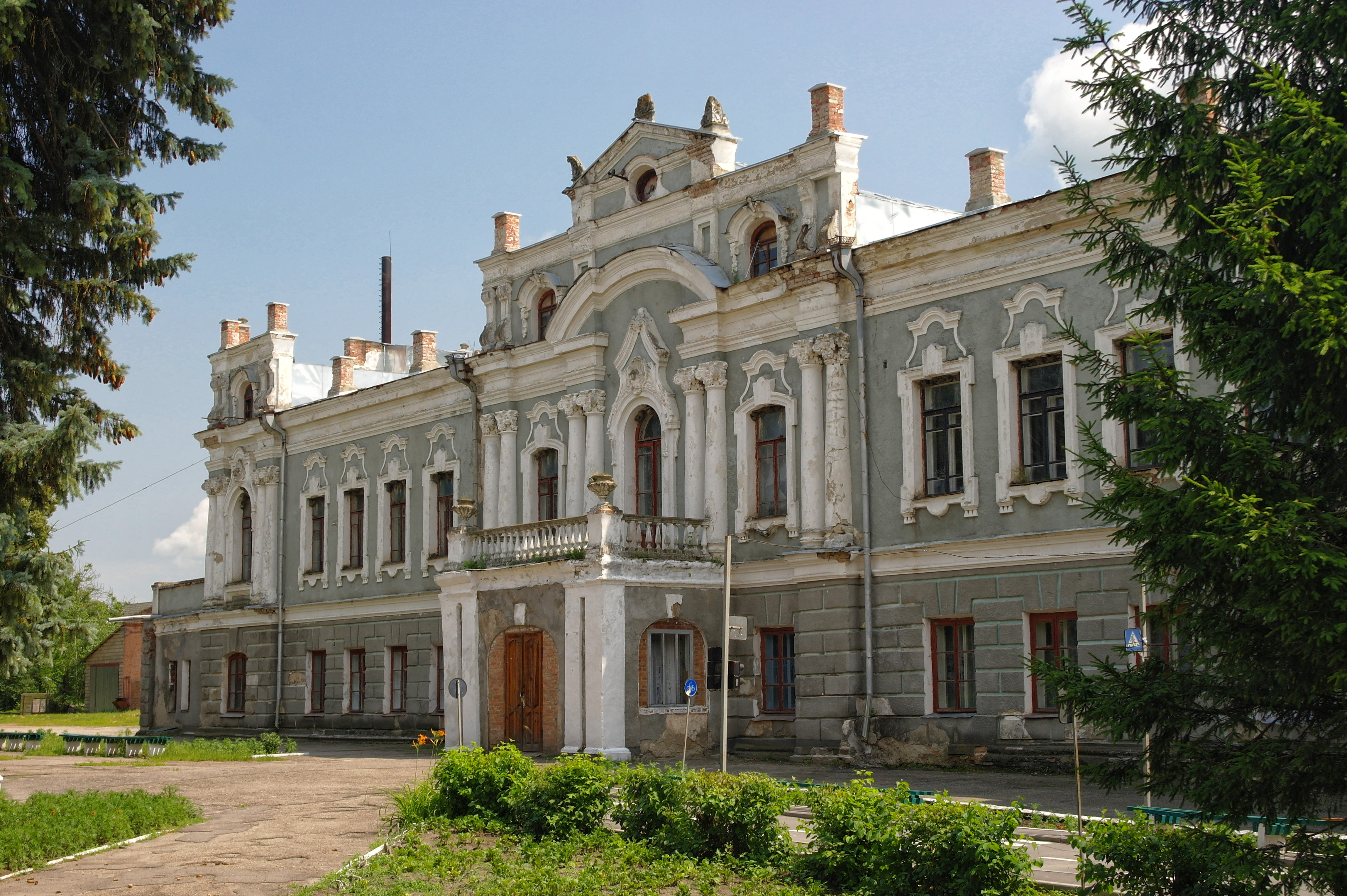
Главный вход
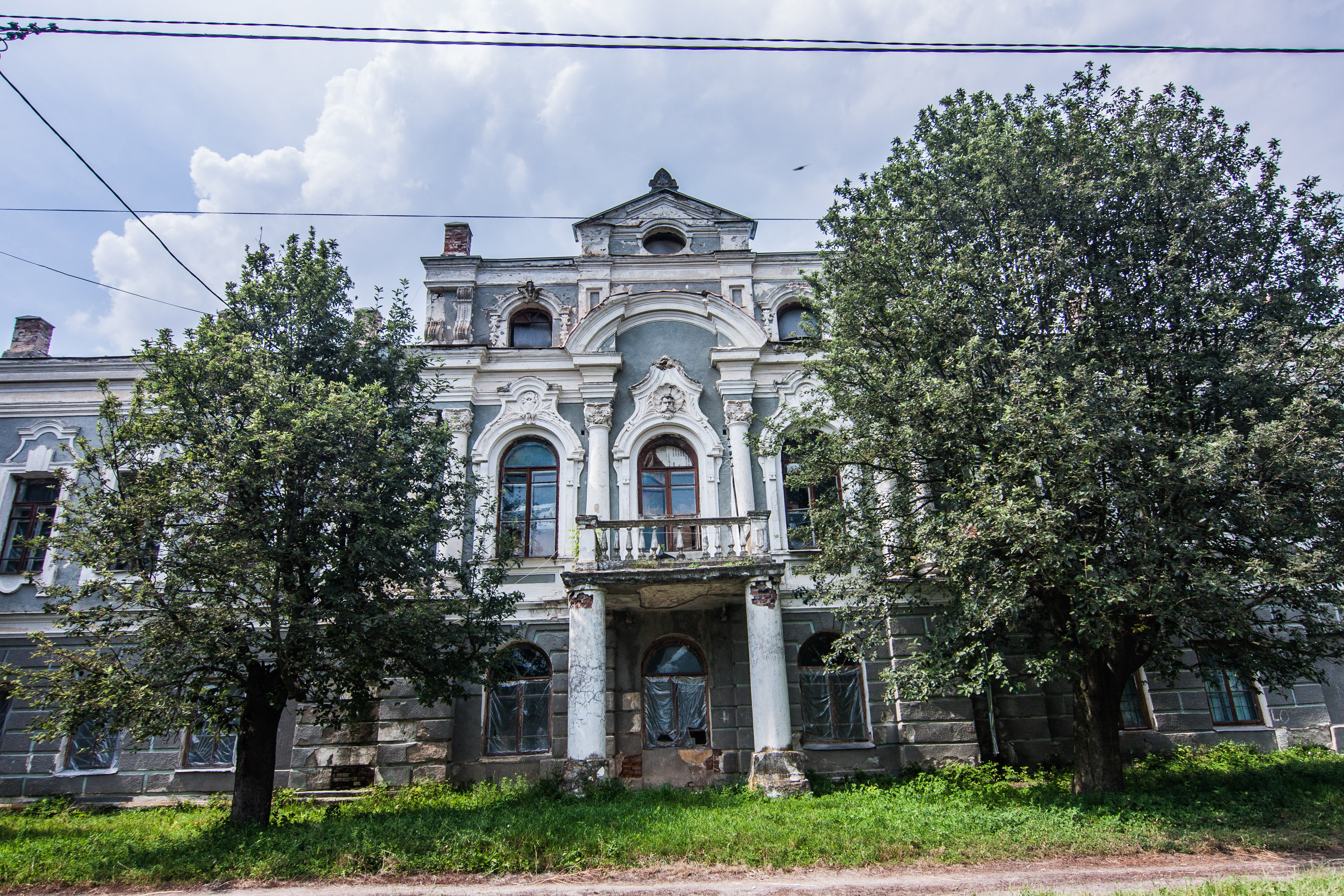
Вид дворца со двора
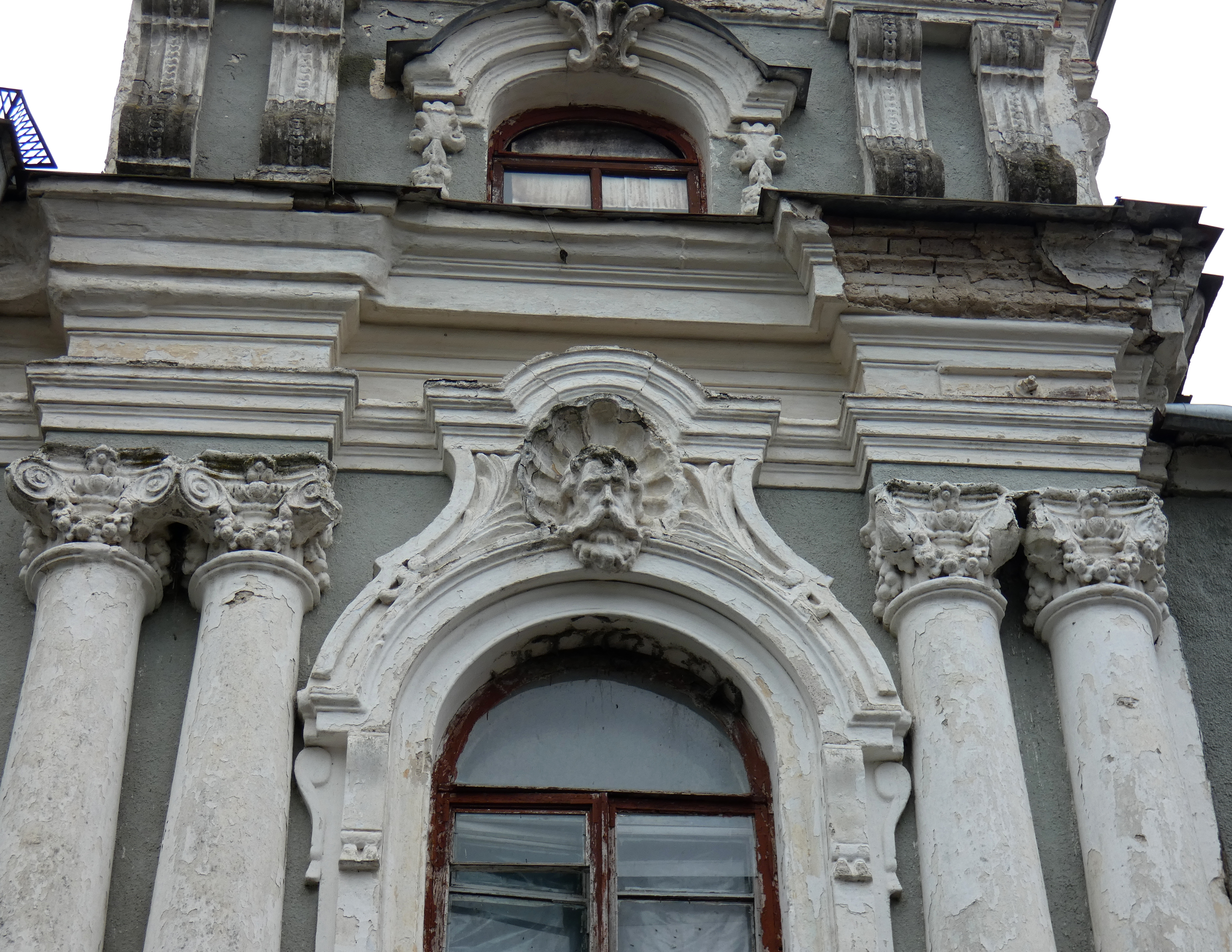
Маскарон
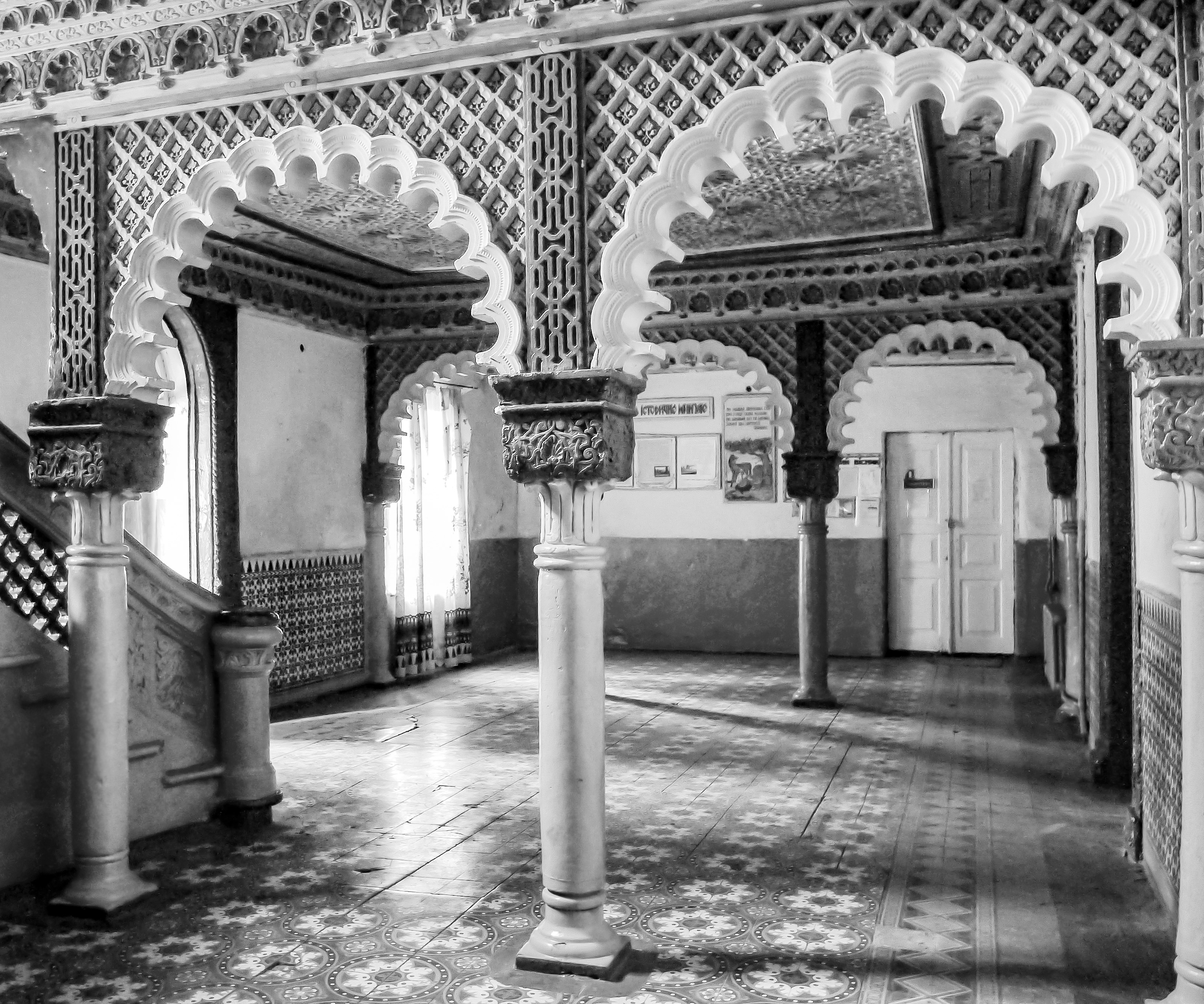
Мавританский стиль украшения дворца
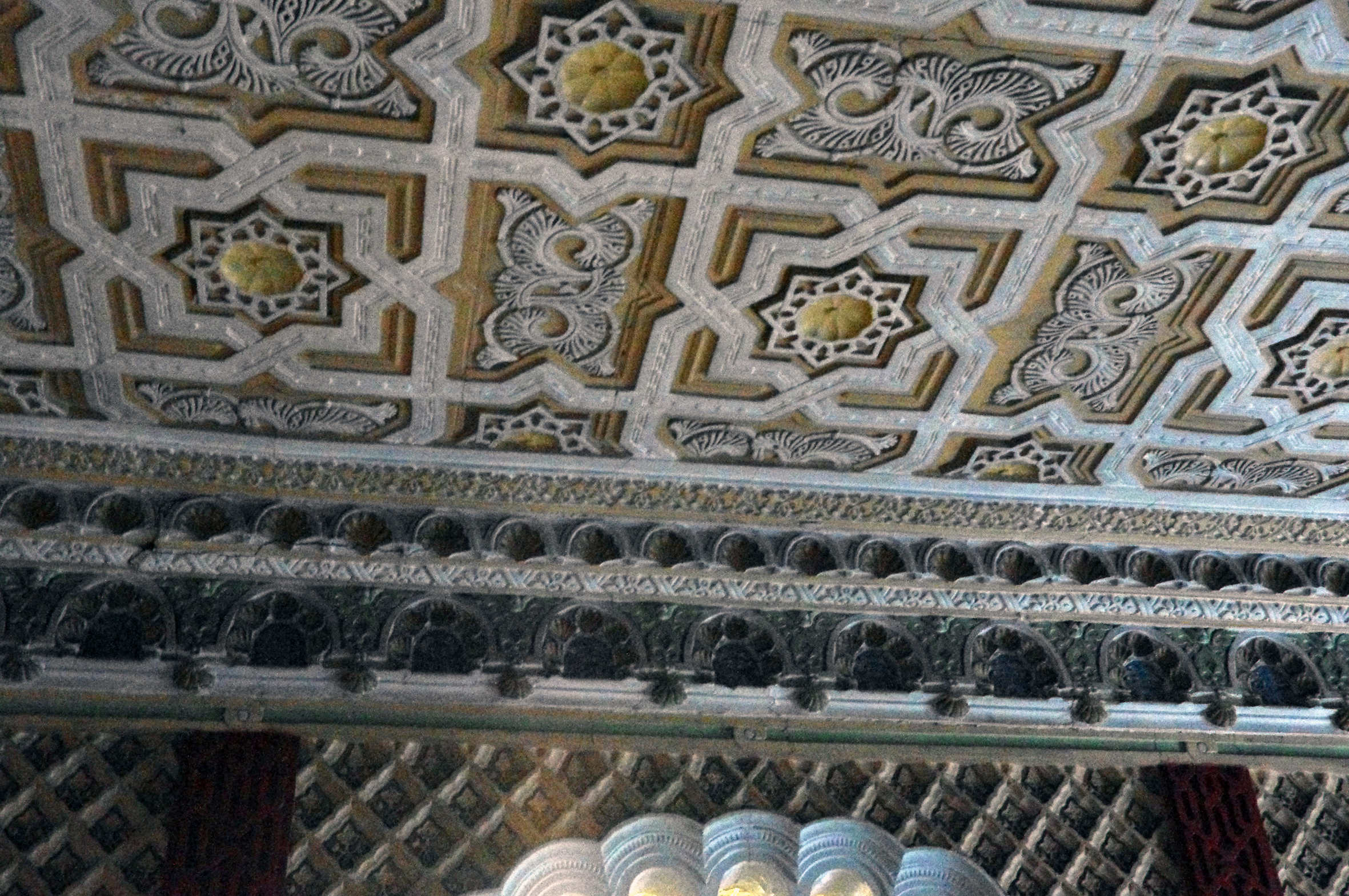
Интерьер
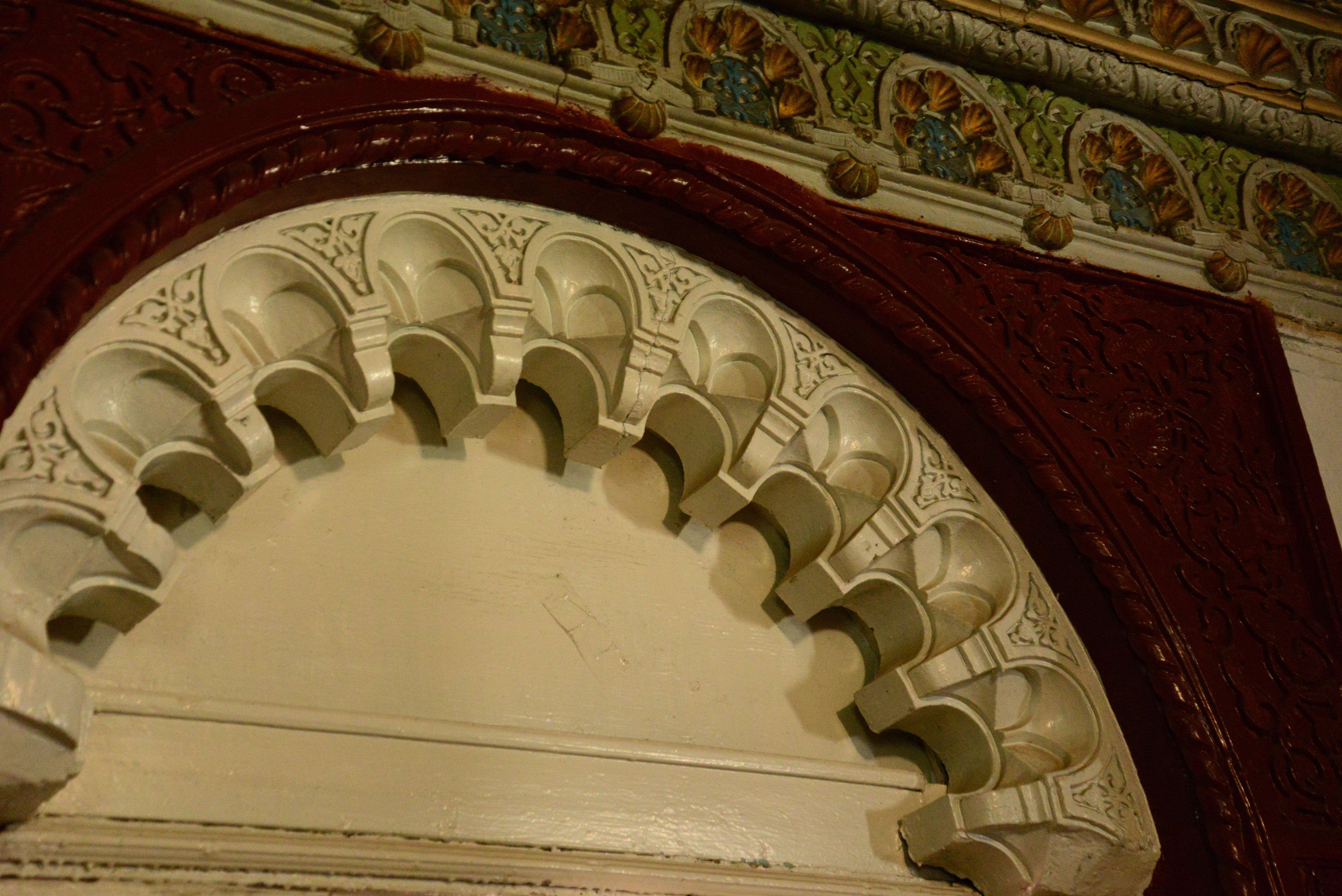
Интерьер
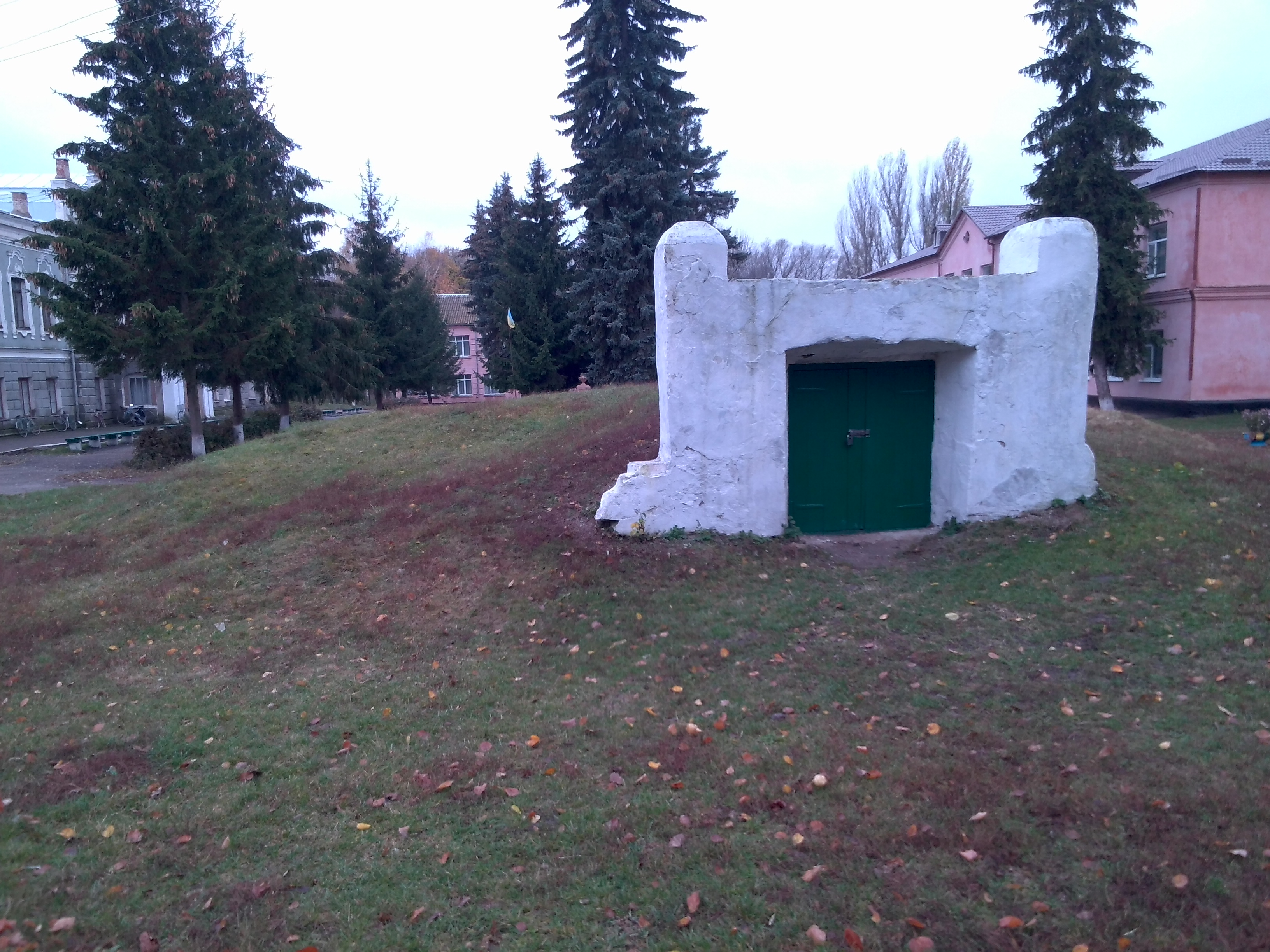
Погреб возле дворца

.